# Abarth Grande Punto S2000
Abarth Grande Punto S2000 – samochód rajdowy klasy S2000, który produkowany był przez firmę Abarth. Samochód bazuje na Fiacie Grande Punto.

## Dane techniczne[1][2]
Silnik:
- Typ: czterocylindrowy rzędowy zamocowany poprzecznie z przodu
- Pojemność: 1997 cm3
- Moc maksymalna: 270 KM przy 8250 obr./min
- Maksymalny moment obrotowy: 222 N•m przy 6500 obr./min

Przeniesienie napędu:
- Skrzynia biegów: 6-biegowa manualna sekwencyjna
- Napęd na dwie osie

Zawieszenie
- Zawieszenie przód: kolumny MacPhersona z regulowanymi amortyzatorami
- Zawieszenie tył: kolumny MacPhersona z regulowanymi amortyzatorami

Hamulce:
- Hamulce przód: wentylowane tarcze o śr. 355 mm (asfalt), wentylowane tarcze o śr. 300 mm (szuter), zaciski 4-tłoczkowe
- Hamulce tył: tarcze o średnicy 300 mm (asfalt i szuter), zaciski 4-tłoczkowe

Pozostałe:
- Prędkość maksymalna: 190 km/h
- Felgi: na asfalt 18 cali, na szuter15 cali
- Długość: 4030 mm
- Szerokość: 1800 mm
- Wysokość: w zależności od ustawienia
- Rozstaw osi: 2510 mm
- Masa własna: 1150 kg (asfalt), 1200 kg (szuter)
- Układ kierowniczy: Wspomaganie elektryczne